# Cornelia Sojdelius
Anna Cornelia Sojdelius, ogift Åkerman, född 9 mars 1966 i Lidingö församling i Stockholms län, är en svensk sångerska, musiker och låtskrivare (under artistnamnet Cornelia). Under en tid studerade hon till läkare vid Karolinska Institutet men avlade inte examen. Hon är gift med Erik Sojdelius, mera känd under artistnamnet Eric Gadd (född 1965). Tillsammans har de en dotter.

## Diskografi i urval
- Before the pain (1998)
- No dancing queen (2004)